# Albert Púčik
Albert Púčik (7. října 1921 Motešice – 20. února 1951 Bratislava) byl slovenský student, protikomunistický odbojář a agent chodec odsouzený v politickém procesu komunistickým režimem k trestu smrti a v roce 1951 popraven.

## Životopis
Narodil se v roce 1921 v Motešicích. Během druhé světové války byl členem Hlinkovy mládeže a ještě v tomtéž roce[ujasnit] se angažoval v protikomunistickém odboji. Jeho činnost byla posléze odhalena a Púčik byl po svém zadržení převezen do pracovního tábora. V roce 1947 emigroval do Rakouska, kde se zapojil mimo jiné do organizace Slovenský revoluční odboj.
Ještě před komunistickým pučem v únoru 1948 se pak stal členem křesťanské protikomunistické skupiny Biela légia. V rámci své činnosti pomáhal mj. s převáděním emigrantů přes státní hranici do Rakouska a s provozem ilegálního protirežimního vysílání. Ze Slovenska a zpět měl cestovat celkem pětkrát, když úspěšně překračoval řeku Moravu. Při šesté cestě byl však při překonávání řeky v lednu 1949 zadržen. Poté, co byla skupina infiltrována agentem Vojenského obranného zpravodajství, byli zatčeni i její další členové. V květnu 1949 byl v politickém procesu zvaném A. Púčik a spol. odsouzen k doživotnímu trestu odnětí svobody. V roce 1950 však Nejvyšší soud v Praze tento rozsudek změnil na trest smrti. Popraven byl spolu s Antonem Tunegou a Eduardem Tesárem v únoru 1951. V procesu bylo k dlouholetým trestům odnětí svobody navíc odsouzeno na pět desítek osob. Pohřben byl na hřbitově v Martině.

### Spor o vyznamenání

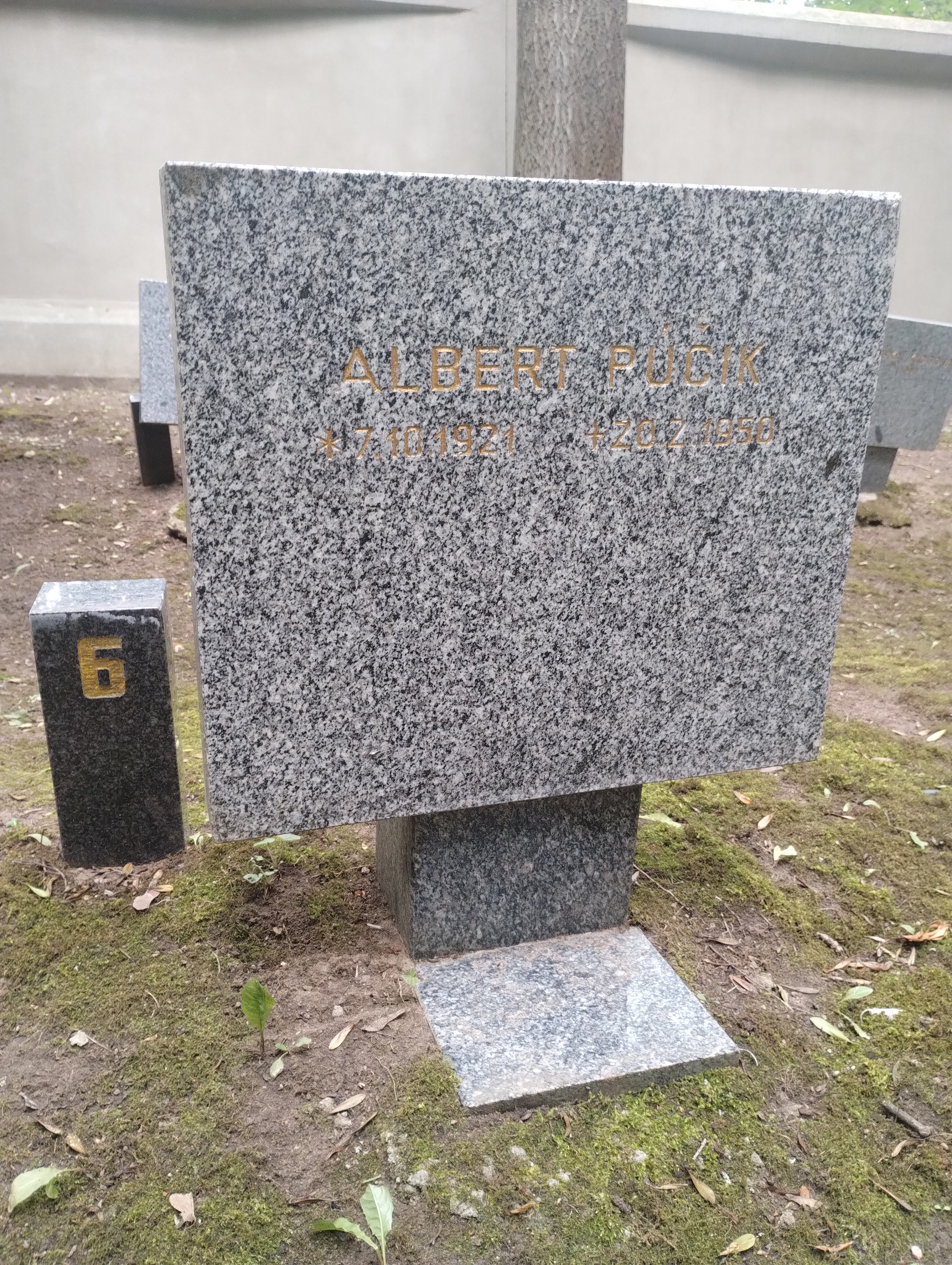
Symbolický náhrobek A. Púčika na Čestném pohřebišti v Ďáblicích

Při příležitosti 70. výročí jeho úmrtí uctil jeho památku v únoru 2021 Předseda Národní rady Slovenské republiky Boris Kollár. V září 2021 mu poté Kollár udělil cenu Jozefa Miloslava Hurbana. Jeho památku uctil rovněž slovenský premiér Eduard Heger. V květnu 2022 byl spolu s Tunegou a Tesárem oceněn Řádem Ľudovíta Štúra I. třídy, když mu vyznamenání udělila in memoriam slovenská prezidentka Zuzana Čaputová. Ta mu jej udělila za zásluhy o demokracii a její rozvoj a za obranu lidských práv a svobod. Nedlouho poté ovšem za tento krok byla kritizována (například předsedou strany SMER-SD a bývalým slovenským premiérem Robertem Ficem) vzhledem k tomu, že Púčik měl podle některých zdrojů být klerofašista a odpůrce Slovenského národního povstání (přestože jiné zdroje tvrdí přesný opak). Prezidentka se poté za udělení vyznamenání omluvila. Naopak bývalý evropský komisař a bývalý předseda KDH Ján Figeľ udělení vyznamenání obhajoval. Jeho památku připomíná rovněž slovenská poslankyně Evropského parlamentu za KDH Miriam Lexmann a představitelé katolické církve.
Existuje více pamětních desek připomínajících k uctěná jeho památky, jedna se nachází například na budově trenčínského gymnázia. I na jeho počest pak byla založena Nadace Tunegu, Púčika a Tesára.